# Matrimonio igualitario en Camboya

Bandera de Camboya.

Bandera LGBT.

El matrimonio igualitario en Camboya no es legal, aunque cuando el mundo a través de las noticias fue testigo del matrimonio homosexual en San Francisco, California en Estados Unidos en 2004, el rey de Camboya Norodom Sihanouk, expresó su apoyo a la legalización de estas uniones en su país, aunque el gobierno camboyano no ha tomado todavía una decisión de legalizar. Actualmente la homosexualidad en Camboya es legal, respetada y a la vez venerada, si esto se aplica para un futuro podría ser uno de los países asiáticos junto con Taiwán, China o Filipinas, que otorga este derecho a estas personas de orientación sexual.

## Caso de matrimonio civil
Existe un caso registrado de validez legal de unión entre personas del mismo sexo en contracción del matrimonio civil en Camboya. Khav Sokha y Eth Pum se casaron el 12 de marzo de 1995, en el pueblo de Kro Bao Ach Kok, en la provincia de Kandal, donde son originalmente de esta localidad. Sokha, dijo en una entrevista a Phnom Penh Post:

Las autoridades pensaron que era extraño, pero estuvieron de acuerdo en ser tolerantes, porque tengo tres hijos (de un matrimonio anterior). Dijeron que si fuéramos un solo tanto (y sin hijos), no se les permitiría casarse, porque no podíamos tener hijos. Por lo tanto, se trata de un matrimonio reconocido plenamente, con la aprobación oficial, y no había en realidad una reacción a la misma.

Fue un evento espectacular, con una invitación de 250 personas que asistieron a la ceremonia y la fiesta, entre ellos monjes budistas y altos funcionarios de la Provincia. (Juan Pablo Ordóñez - mayo de 1996).